# 韩家庄玉皇楼
韩家庄玉皇楼，位于山西省临汾市洪洞县万安镇韩家庄村东村头路边坡地上，明末李自成攻打山西时焚毁，清初重建，二层木楼阁，三重檐歇山顶，正方形平面，楼下开有东西向门洞。韩家庄玉皇楼已公布为洪洞县文物保护单位。